# 若月弘一郎
若月 弘一郎（わかつき こういちろう、1979年4月24日 - ）は、日本のフリーアナウンサー。フットメディア所属。

## 人物
- 京都府城陽市出身。京都府立西城陽高等学校を経て[要出典]名古屋大学情報文化学部を卒業後、2002年に日本放送協会（NHK）にアナウンサーとして入局。甲府放送局、大津放送局、福島放送局、名古屋放送局、長野放送局に勤務。
- 年度途中の2017年9月に退局[1] し、10月7日を以てNHKアナウンスルームホームページからプロフィールが削除された。年度途中に退職した背景・理由は公表されていない。
- NHK退職後は株式会社フットメディアに所属。同社の公式サイトによると、「COMMENTATORS」のひとりとして、フリーのスポーツアナウンサー等の活動をしている。

## 嗜好・挿話
- NHK入局後はスポーツの仕事も時々務め、甲府放送局時代はヴァンフォーレ甲府がJ1昇格を果たした試合を実況したことが印象に残ることを語っていた[2]。
- 福島放送局時代には東日本大震災に遭遇し、現場取材などに当たった。
- 日本サッカー協会公認C級ライセンスを所有している。

## 現在の担当番組
- DAZN「欧州サッカー中継」「Jリーグ中継」実況
- Rakuten TV「NBA中継」実況
- スカパー「サッカー中継」
- ゴルフネットワーク（PGAツアー、とことん1番ホール生中継）

## NHK時代の担当番組
甲府放送局時代
- 山梨県のニュース・中継・リポート
- Jリーグ中継（ヴァンフォーレ甲府ホームゲーム）

大津放送局時代
- おうみ発610

福島放送局時代
- 福島県のニュース・中継・リポート
- はまなかあいづToday（代行等）
- 生活ほっとモーニング リポーター
- 福島スペシャル - 「これであなたもサポーター J3 福島ユナイテッドの魅力」（2014年4月25日放送）[3]
- Jリーグ中継（福島ユナイテッドFCホームゲーム）

名古屋放送局時代
- 東海北陸のニュース・中継・リポート
- ニュースウオッチ9（福井慎二の代理ニュースリーダー：2015年8月31日 - 9月4日、2015年9月7日 - 11日）
- 22:50 - 22:55の関東甲信越ローカルニュース（福井慎二の代理キャスター：2015年8月31日 - 9月3日、2015年9月7日 - 10日、特別警報関連の特設全国ニュースを含む）
- ほっとイブニング （代行等）

長野放送局時代
- イブニング信州（代行等）
- 長野県内のニュースなど